# Ruth Ware
Pour les articles homonymes, voir Ware.
Ruth Ware (née le 26 septembre 1977), nom de plume de Ruth Warburton, est une écrivaine britannique de romans policiers.
Elle est l'autrice de, notamment, In a Dark, Dark Wood (2015), The Woman in Cabin 10 (2016), The Lying Game (2017), The Death of Mrs Westaway (2018), The Turn of the Key (2019) et One By One (2020). In a Dark, Dark Wood et The Woman in Cabin 10 ont rejoint la liste des 10 bestsellers du Sunday Times et du The New York Times.

## Biographie
Ruth Warburton naît en 1977 et grandit à Lewes. Elle étudie l'anglais à l'université de Manchester, où elle développe un intérêt pour le vieil et le moyen anglais.
Avant sa carrière littéraire, Ruth Ware travaille comme serveuse, libraire et attachée de presse. Elle vit un temps à Paris, où elle enseigne l'anglais comme langue seconde.
Ruth Warburton commence sa carrière littéraire dans le domaine de la juvenile fantasy (en). Elle publie cinq romans de ce genre chez Hodder's Children Books :  
- A Witch Alone (2013) 978-1444904710
- A Witch in Winter (2013) 978-1444904697
- A Witch in Love (2013) 978-1444904703
- Witch Finder (2014) 978-1444914467
- Witch Hunt (2014) 978-1444914481

Par la suite, Ruth Warburton se spécialise dans le domaine du polar et change son nom en Ruth Ware afin d'effectuer la coupure avec son ancien genre. Son style est comparé à celui d'Agatha Christie,. Ruth Ware affirme avoir été inconsciemment influencée par Agatha Christie ainsi que d'autres auteurs du même genre de la même époque.
Elle vit près de Brighton.

## Œuvre
Les protagonistes de Ruth Ware sont souvent des femmes ordinaires qui se retrouvent mêlées à des situations dangereuses entourant un crime, approche utilisée également par Agatha Christie dans des œuvres telles Le Crime de l'Orient-Express. Les deux autrices établissent également des situations et circonstances qui favorisent un sentiment d'effroi, menant leurs personnages à la paranoïa qui mène régulièrement en réactions violentes.

### Publications
- Promenez-vous dans les bois... , Pocket, 2017, 416 p.  (ISBN 9782266275286)
- The Lying Game, Gallery/Scout press, 2017, 384 p.  (ISBN 9781501156007)
- La Disparue de la cabine n°10, Fleuve éditions, 2018, 432 p.  (ISBN 9782265116504), existe en édition audio
- La Mort de Mrs Westaway, Fleuve éditions, 2019, 432 p.  (ISBN 9782265118485)
- The It Girl, Simon & Schuster Canada, 2022, 432 p.  (ISBN 9781982163266)
- Les Cinq Règles du mensonge ,traduction de Héloise Esquié, Pocket , 2022, 557 p.  (ISBN 9782266324793)
- La Clé du sang, Fleuve éditions, 2022  (ISBN 9782265154933)
- Le Chalet des disparus, traduction de Héloise Esquié, Fleuve éditions, 2023,  (ISBN 9782265155589)